# 色情片

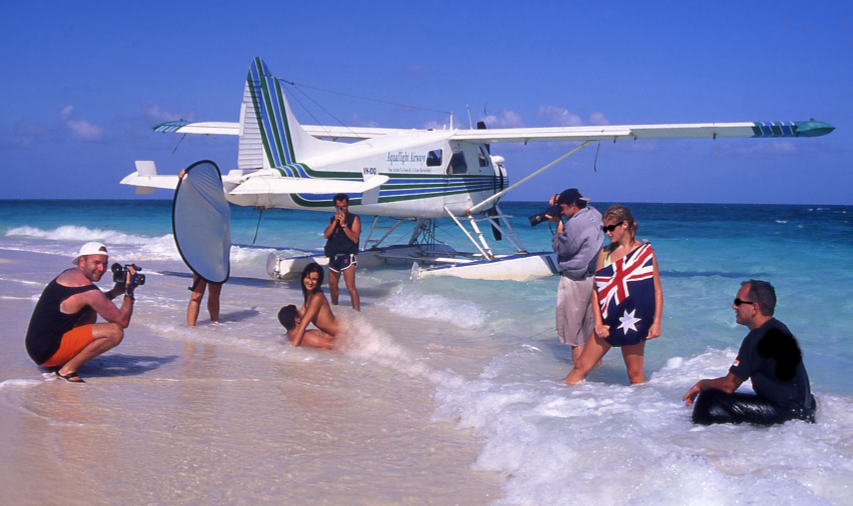
色情片拍攝現場

色情電影，亦称成人片、三級電影、AV（adult video）等，通常指纯粹為了激發起觀眾對性欲望的影视作品或者片段。內容含有色情或性愛成份。隨著錄影帶、影碟以及網絡的普及，這些電影或片段現在都以供個人觀賞的形式來發行。色情影片的性教育功能、对社会大众性心理、行为的导向在社會大眾的觀點中有所爭議。
按照性取向來區分的話，色情片（Porn）大致可分為三種類型：「男女色情片」（Straight porn）、「男男色情片」（Gay porn）、「女女色情片」（Lesbian porn）。

## 播映渠道

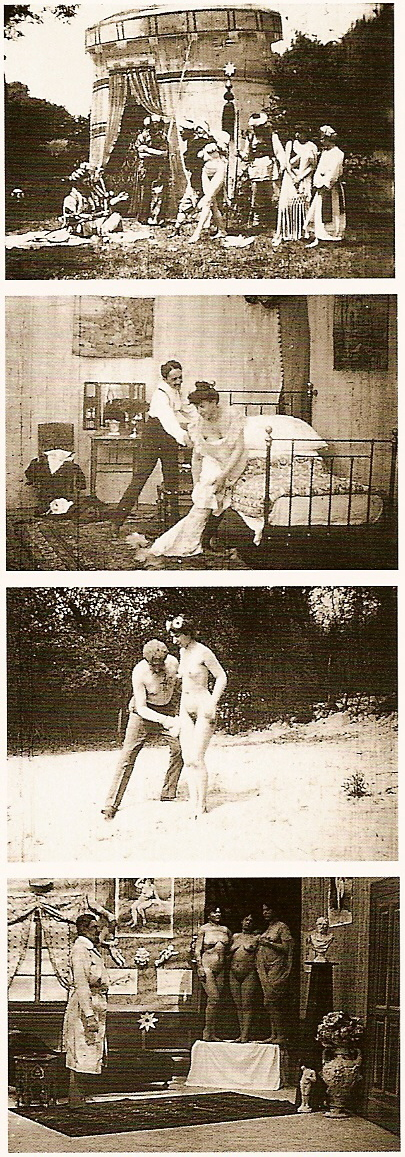
早期奧地利的色情片，大約於1906年拍攝

### 電影院的色情片

#### 香港
在香港電影分級制度（第392章《電影檢查條例》 ）中，凡是那些忽視描述故事內容而純粹以刺激感官反應而滿足觀眾性欲的色情片皆被評定為第三級的電影，此類影片幾乎所有都是從歐美和日本等地購入。因通常只會在只供成年觀眾進場的小型電影院中播放，所以在香港又俗稱為「小電影」。雖然同樣被定為三級，但與香港人一般所稱的「三级片」卻有所不同。後者通常是指一些具有明確的故事劇情而卻包含內容不適合十八歲以下人士觀看的電影。
早期的香港三級片甚少會在畫面中曝露男女生殖器官。由於其具有故事内容而不是純粹以挑起觀看者感官為目的，就算劇情需要有全裸鏡頭出現，導演也会在拍攝時要求男女演員以膠紙遮蓋重要部位，但女演員可露出陰毛。雖然早期的香港三級片是由香港制作，但在片中負責充當裸露角色的女演員大都是於台湾、東南亞和日本等地招聘。
一直以來，香港的三級片多以激情、色情和血腥为主题，大量作品為趕佔三級片潮流而濫竽充數，編劇與故事結構鮮有嚴謹舖排，形式成效比較類近美國小成本製作的B級片。自1990年代中期，三級電影的強勢隨著香港電影市場的衰落而萎縮。尤其色情電影難以與日本成人视频制造商競爭，家庭影碟、影帶方式的出現亦誘使三級電影的沒落。此後香港攝製的三級片僅餘色情光碟，及2010年代至今透過Twitter、Telegram、OnlyFans等網上平台個人經營或集團式經營的成人劇情片。

### 電影院以外影片
1980年代，隨著电视與家用录像系统（VHS）錄影機的普及，视频能以錄影帶作為一種資訊載體的形式發行。原本只能在電影院放映一段期間的電影內容，也能在非電影院以外的場所觀看。此外，未曾透過電影院的電影或非電影的視訊內容，也能夠透過錄影帶向消費者銷售。
在香港，隨着現在來自於美國的地下色情光碟橫流，這些地下影片由於未經檢定及部份畫面根本不可能通過電檢，所以一般香港人都稱之為「四級」或「四仔」，意思就是比只讓成年觀眾觀看的「三級片」更“高一級”的影片，“色情電影”這名詞反而開始回復其本來的面目。
在中國大陸，色情片通常是禁止拍摄和公映的，但是許多卻來自於自拍、偷拍、裸聊等方式出現，除此以外便是外國影片經互联网廣泛流传。在亚洲地区，片源多来自于日本和南韓、台灣及東南亞、印度、中東等也有少量产出。欧美地区及其他發達地區，三级片多可以在电视台的深夜成人档播放（付費鎖碼）。

#### 日本成人影片
日本社會學家江原由美子在《性的商品化》一書中，稱AV產業是「以喚起男性性興奮為目的而進行的女性裸體影像買賣行為」，也是社會男權和女性贬抑的某種反映。1960年代之後，日本電影中對於性的觀感開始順應了西方潮流。1970年代初期，由於日本電影的低迷，日本五大電影公司之一的「日活電影公司」拍攝了大量的浪漫情色片，俗稱「粉紅色電影」（桃色電影）。1980年代初期，錄影機也逐漸普及，而在1981年5月，開啟AV界的第一部作品，由日本錄影影像公司製作的《偷窺奧秘》也在此時出現了。
隨後，成人電影導演的代表人物小路谷秀樹提出了「成人錄影」這個詞彙（簡稱AV）。1981年9月12日，愛染恭子所拍攝的《白日夢》，更是首部在影片中展现真實性交的作品。
在臺灣，色情片受日本文化影響俗称“AV”或“A片”。日本的成人視訊（アダルトビデオ，縮寫AV），名稱雖有別於傳統，但英語依然統稱“pornographic film”，即屬色情（pornographic）而並非情色（erotica）。
日本刑法第175條「猥瑣物頒佈罪」（わいせつ物頒布等の罪）規定，成人影片不能直接裸露隱私部分。日本本地成人视频制造商在發片前，必須先將作品送交映倫（日语：映画倫理委員会）審查，要求女演員必須已成年，陰毛、肛門及生殖器等“重點位置”的影像必須打馬賽克，審核通過才允許上市。
不過，一些业者在國外註冊法人規避审查制度，把未經映倫審查的色情片或成人動畫外銷到管制較寬鬆的歐美等第三國家，再通过網路「進口」販售至日本。此類色情片又稱無碼影片（日语：／）或无修正影片。由於其并未將踰越限制級裸露的影像遮罩，此类影片在日本屬於違法，但是由于影片通过网络进行數位化销售，销售公司位于其它国家，日本无法管辖。
在臺灣另有稱為“航空版DVD”的非法出版品，該類型出版品通常指盜拷自國外作品，效法報紙、雜誌對於國外發行版的稱呼，單價約新臺幣一百元至兩百元之間。為避免觸及《中華民國刑法》妨害風化罪，業者通常會加深影片的馬賽克處理。另外，發行者則會以其他合乎法規的影片送審。

### 台灣成人電影
在台灣，臺北的前紅樓戲院在1970年代中期、白雪大戲院在1990年代以後則播映成人電影，自2012年白雪大劇院以及2016年台南的新建國戲院倒閉後，全台已無專門播映成人電影的電影院。

### 网络上的色情片
著名的色情網站有Pornhub、Xvideos等。

## 后现代色情片
后现代色情片的内容是混合且多元化的，此类影片不适合被归类到任何传统的色情片分类中。传统的色情内容正遭受着身体表达的参与和反抗的挑战，它不再仅限于取悦顺性别男性消费者，每个人都可以成为潜在的受众。

## 醫學研究
日本一位提倡“緩慢性愛”的性治疗师亞當德永表示，把日本成人視訊的性愛理解成現實狀況的男性以及追求刺激的女性，是促使現代的性愛變得如此不幸的元兇。他表示，目前任由日本成人視訊變成日本年輕男性的性愛教科書般的存在，而沒有宣導正確的性教育、性文化的情況，也讓女性承受「不性福」的後果。
马克斯·普朗克学会的研究發現，看色情片越多，大腦獎勵迴路的纹状体灰質也會隨之減少，進而影響大腦反應，連帶影響多巴胺和催產素的分泌減少。菲利普·津巴多等學者的研究顯示，沉迷色情片會出現脫敏反應，「致敏會讓你的大腦對任何與色情有關的事物反應過度，而脫敏則會使你對日常的快樂感到麻木」。

## 法律状况
在一些國家或地區法律规定，拥有极端色情材料（不论是否为成年人）仍为明确非法行为。
在中国大陆，色情行业是违法的。制作和售卖色情影碟等非法行为由全国“扫黄打非”工作小组办公室负责打击和整治。2002年，陕西延安一夫妻因在家中看色情影碟而被公安局逮捕，后来获得释放，此事引起媒体关注。除此之外，散播相关视频到互联网也是违法行为。
在中華民國法律中，由於色情影片以引起觀眾對於性的慾望為主要訴求，並非文學、科學、藝術等創作，因而被認定不在著作權的保障範圍内。不過2014年2月20日，智慧財產法院首度認定色情片具原創性、應受《著作權法》保護，判決兩名販賣日本色情片光碟的男子不僅觸犯販賣猥褻物品罪、也違反《著作權法》，因此分別判處有期徒刑6個月確定。
在马来西亚法律中，拥有盗版的色情影片、为了利益而拍摄色情影片或是在境内建设色情网站服务器都是违法的。马来西亚通讯与多媒体委员会也积极地在马来西亚境内全面封锁全球各地盗版的色情网站，以阻止国民登入这些网站观看盗版影片，并鼓励民众以正常的渠道购买正版。

## 延伸閱讀
- 專屬女人的 A 片！看 Female porn 如何標示新時代來臨 | 女人迷 Womany （页面存档备份，存于）